# Žibritov
Žibritov (in ungherese Zsibritó) è un comune della Slovacchia facente parte del distretto di Krupina, nella regione di Banská Bystrica.